# Vadzim Žuk
Vadzim Žuk (in bielorusso Вадзім Жук?, in russo Вадим Жук?, Vadim Žuk, traslitterazione anglosassone: Vadim Zhuk; 20 maggio 1952) è un ex arbitro di calcio bielorusso.
Ha diretto la finale di ritorno di Coppa UEFA 1995-1996 Bordeaux-Bayern Monaco, vinta 3-1 dai tedeschi, e la partita Francia-Spagna, durante il Campionato europeo di calcio 1996, terminata 1-1.

## Episodi controversi
Nel 1996, venne accusato, e per questo radiato dall'UEFA, in seguito al caso di corruzione che lo coinvolse: Zhuk fu convinto dall'arbitro svizzero Kurt Röthlisberger, suo amico anch'egli sospeso, ad accomodare il risultato della partita di Coppa dei Campioni 1996-1997 tra Auxerre e Grasshoppers, a favore di questi ultimi.